# 난분
난분(欒賁, ? ~ ?)은  중국 진나라 ~ 전한 중기의 관료로, 연상 난포의 아들이다.

## 행적
경제 중5년(기원전 145년), 난포의 뒤를 이어 유후(俞侯)에 봉해졌다.
원수 6년(기원전 117년), 태상에 임명되었으나 옹(雍) 땅에서의 제사 때 희생물을 조령에 맞지 않게 쓴 죄로 면직되고 작위를 빼앗겼다.

## 출전
- 사마천, 《사기》 권18 고조공신후자연표
- 반고, 《한서》 권19하 백관공경표 下